# 나비리본 캠페인
나비리본 캠페인(Nabi Ribbon Campaign)은 2018년 5월 25일에 론칭한, 갑상선암에 대한 인식개선을 위해 적극적인 활동을 펼쳐나가고 많은 갑상선암 환자들에게 희망을 전달하고 나아가 건강한 사회를 만들고자 하는 캠페인으로, 전문적인 자문단 선생님들과 함께 진행된다.
나비리본 캠페인 공식채널에서 갑상선암 캠페인에 대한 보다 자세한 정보와 공식 일정을 확인할 수 있다.

## 목적
나비리본 캠페인은 갑상선암도 다른 암들처럼 ‘관리가 필요한 암’이라는 것을 알리고, 관심도를 높여 적절한 관리와 치료의 필요성을 전달하고자 진행되는 캠페인이다.

## 상징
나비리본 캠페인 명칭 '나비'는 '갑상선'과 '희망'을 상징한다. 갑상선은 나비와 그 모습이 비슷하여 나비라고 비유되기도 하며, 또한 나비는 희망을 상징하는 생물이기도 하다.

## 로고
내 손으로 갑상선 모양의 나비를 만들고, 내 몸 안에 있는 나비를 내 손으로 직접 관리하고자 하는 의미를 담고 있다.

## 슬로건
나비리본 캠페인의 슬로건
‘내 손으로 만드는 건강한 나비’

## 갑상선암

### 소개
우리 몸 전체에 필요한 갑상선 호르몬을 분비하는 갑상선에 생긴 혹을 갑상선 결절이라 부른다. 이 결절은 양성과 악성으로 나눌 수 있으며 악성 결절을 갑상선암이라고 한다. 갑상선암은 양성결절과는 다르게 일반적으로 크기가 커지며 갑상선 주변의 다른 조직을 침범하거나 림프절 전이, 멀리 떨어진 장기로 전이 가능성이 있다. 갑상선암은 남녀 전체 암 발생 순위 3위, 남성 암 발생 순위 6위, 여성 암 발생 순위 2위로 발병률이 높음에도 불구하고, 다른 암에 비하여 비교적 치료가 쉽고 완치율이 높다는 이유로 '착한 암', '거북이 암' 등으로 불리고 있다.
그러나 갑상선암은 병기가 진행된 경우엔 생존율이 낮으며, 치료 후에도 재발하거나 다른 장기로 퍼질 가능성이 있다. 재발 시에는 다른 장기로의 전이 가능성도 높아지므로 초기 치료와 적극적인 추적관찰이 매우 중요하다.

### 증상
일반적인 증상으로 갑상선 결절과 갑상선암을 구분하기 어렵지만, 다음과 같은 소견이 있으면 암의 가능성이 큽크다.
여자보다는 남자에게 발생한 결절에서 암의 가능성이 더 높다.
- 20세 이전이나 60세 이후에 발견된 종양은 암의 가능성이 높다.
- 결절이 주위조직과 유착되어 움직이지 않을 때
- 결절에 의한 압박증상, 목소리가 쉬거나 음식물 삼키기가 곤란하거나 호흡곤란 등의 증상이 있을 때
- 갑상선 결절과 함께 임파선(림프절)이 만져질 때
- 결절이 매우 딱딱하거나 최근에 갑자기 커졌을 때
- 가족 중에 갑상선암 환자가 있고 갑상선에서 결절이 만져질 때

### 종류
갑상선암은 기원된 세포의 종류나 성숙도에 따라서 분류된다. 기원된 세포의 종류에 따라 나누면 여포세포에서 기원된 암 중 비교적 분화가 잘 된 유두암과 여포암, 분화가 안 된 저분화암 및 미분화암(역형성암)이 있다. 여포세포가 아닌 세포에서 기원하는 암으로는 수질암과 림프암, 그리고 다른 암이 갑상선으로 전이된 전이성 암이 있다.
갑상선암 중 가장 흔한 것은 유두암으로 최근 우리나라에서 발생한 갑상선암의 97%를 차지한다. 유두암은 일반적으로 천천히 자라며 예후도 비교적 긍정적이다.
여포암은 유두암 다음으로 많이 차지하고 40~50대에 흔히 발생한다.
미분화암(역형성암)은 전체 갑상선암의 1% 미만을 차지하며 성장속도가 빠르고 예후가 매우 나쁘며, 진단받은 후 수개월 이내에 사망하는 경우가 많다.
수질암은 갑상선 수질에 생기는 암으로 전체 갑상선암의 1% 미만을 차지한다.
기타 갑상선암으로는 갑상선에 발생하는 림프종이나 다른 암종이 갑상선으로 전이된 갑상선암이 있고 유방암의 전이가 가장 많으며 폐암, 신장암의 전이가 있다.

### 위험인자
갑상선암의 위험인자 다음과 같다.
- 성별과 연령: 여성은 남성보다 갑상선암에 걸릴 확률이 3배 높다. 보통 여성은 40~50대에, 남성은 60~70대에 많이 발생한다. 남성에게서 갑상선암이 더 빨리 자라고 퍼진다.
- 방사선 노출: 고용량의 방사선 노출, 특히 어린 나이에 방사선 노출은 림프종과 같은 암에 걸릴 위험이 더 높다.
- 유전: 부모, 형제, 자매가 갑상선암이 있으면 갑상선암에 걸릴 확률이 더 높다.
- 요오드가 부족한 식이
- 유방암: 유방암 환자는 갑상선암 위험이 높을 수 있다.
- 비만

### 치료방법
갑상선암의 치료방법으로는 수술, 방사성 요오드 치료, 갑상선호르몬 치료, 외부 방사선조사, 항암화학 치료, 표적치료제 치료 등이 있다. 가장 중요한 치료법은 수술이다. 수술 시 갑상선암의 종류, 크기, 환자의 나이와 병기에 따라 암이 발견된 한쪽 옆만 제거하는 일엽절제술과 전체 갑상선을 제거하는 전절제술을 시행한다. 수술 방법에는 절개술, 내시경 갑상선 절제술, 다빈치 로봇 수술이 있다. 내시경 갑상선 절제술은 크기가 작고 림프절 전이가 없는 경우에 시행 가능하고 다빈치 로봇 수술은 진행된 갑상선암에서는 권장되지 않는다. 방사선 요오드 치료는 갑상선 절제 후 남아있는 암세포가 자라서 재발할 가능성을 최소화하기 위해 시행한다. 수술 후 갑상선 호르몬을 투여해 갑상선자극호르몬(TSH)의 농도가 높아지지 않게 하면 분화갑상선인 유두암이나 여포암의 성장을 억제하는 효과가 있다. 외부 방사선 조사는 고에너지의 방사선을 환자의 목이나 갑상선암 부위에 쏘는 국소적 치료법이다. 갑상선은 항암제에 잘 반응하지 않기 때문에 항암화학치료는 널리 사용되지는 않는다. 항암화학치료가 효과적이지 못하기 때문에 최근에는 암의 발생과 성장, 진행에 관여하는 특정 변이 유전자만을 선택적으로 공격하고 억제하는 표적치료제가 전이성, 진행성 갑상선암에 사용되고 있다.